# Santuario della Madonna della Colletta

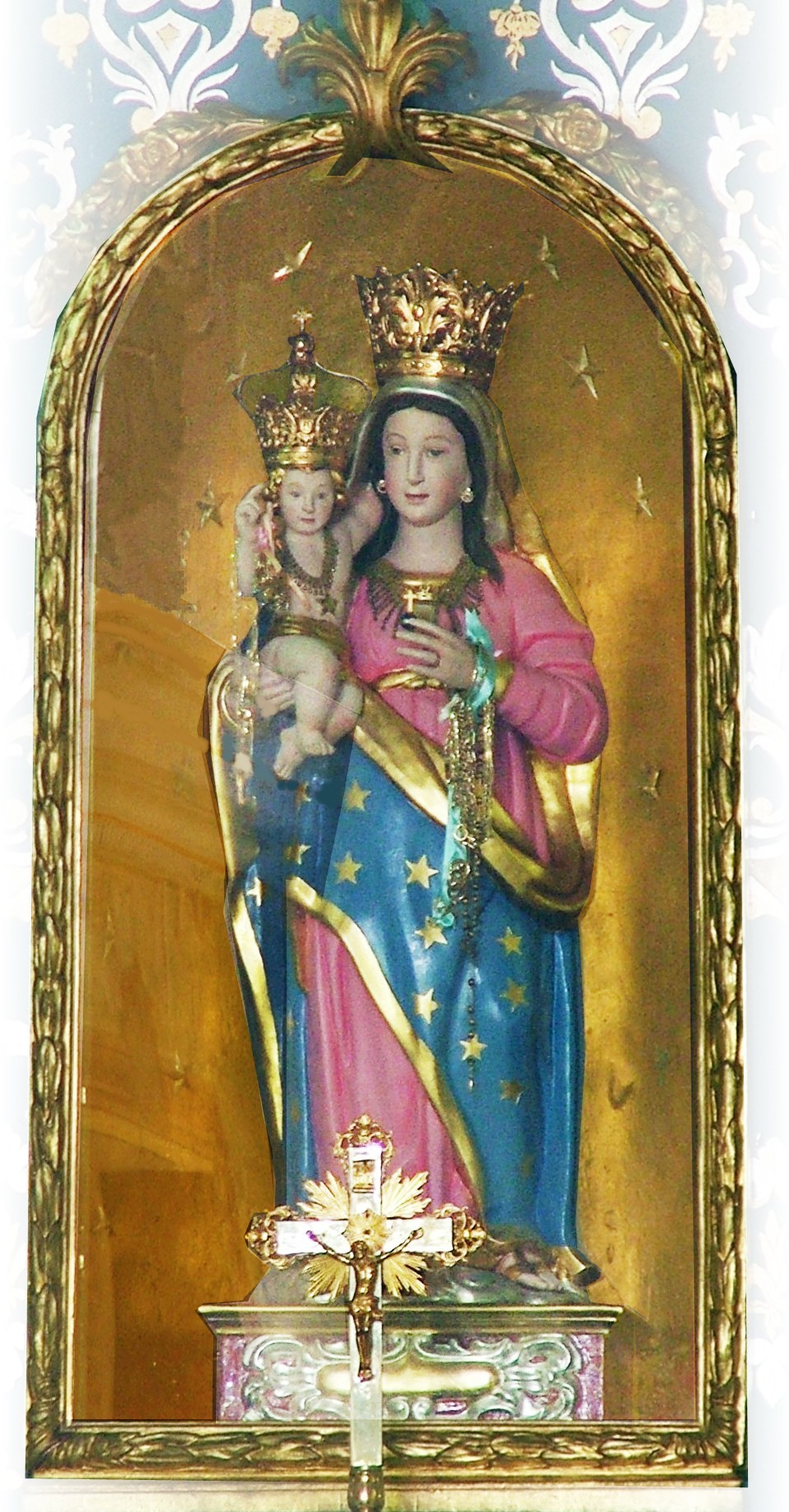
La Madonna della Colletta nella sua nicchia

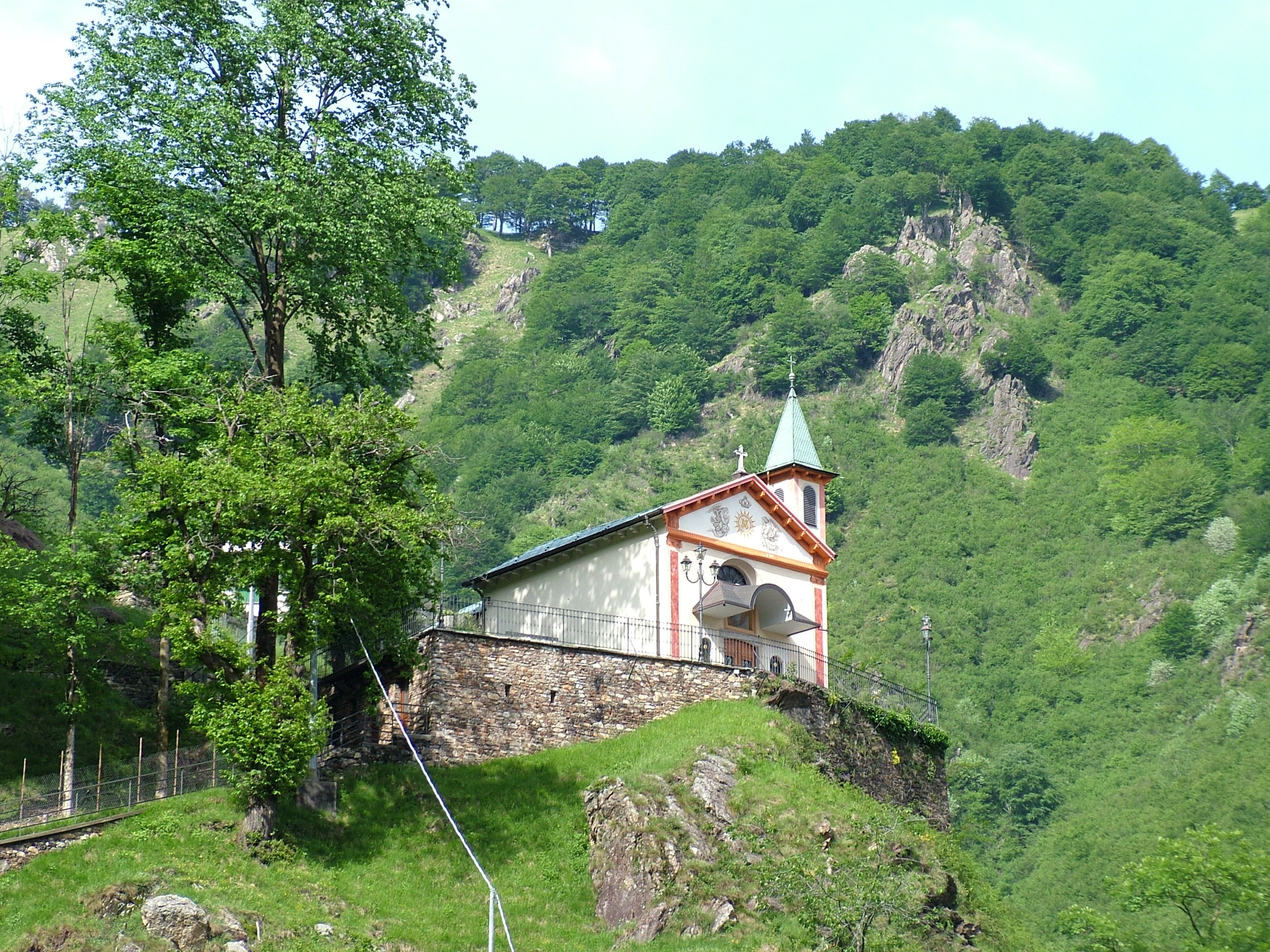
Il santuario

Il santuario della Madonna della Colletta si trova a Luzzogno, frazione di Valstrona (VB).

## Storia e descrizione
All'interno sopra ad un altare di pregevole fattura, si trova la statua della Madonna delle Grazie che viene chiamata della Colletta perché il suo santuario si trova su un colle, collocato ad una quindicina di minuti dal paese. La tradizione narra che un nobile della famiglia dei ''Gozzano'' fu ingiustamente rinchiuso in carcere per essere stato scambiato con un colpevole. Il nobiluomo promise alla madonna, che allora veniva venerata in una cappelletta, che avrebbe ingrandito a sue spese la struttura se fosse stato scarcerato. Così successe ed il santuario, dal 1600 circa, ha le sembianze di quello attuale, anche se molti sono stati i restauri e le modifiche applicate. 
Gli abitanti del paese nutrono tuttora una grande devozione per la statua contenuta nella chiesa alla quale sono dedicati moltissimi ex-voto, che partono come datazione dal millesettecento per giungere fino ad oggi.

## La processione triennale e i festeggiamenti
Un altro motivo che rende conosciuto ed amato questo santuario è la festa che viene celebrata in onore alla Beata Vergine ogni tre anni. Le particolarità di questa manifestazione che ha più di trecento anni, ma che si è sviluppata maggiormente nell'ultimo secolo, sono molte: la prima è la galleria che, per far transitare la processione che porta la statua della Madonna dal santuario fino alla chiesa parrocchiale, viene costruita nell'ultimo tratto della processione sul cosiddetto stradone per circa un'ottantina di metri. Questa galleria è costruita interamente con pezze di tela in lino o canapa filate a mano nei secoli scorsi dalle donne del paese, e viene rifinita sul fondo con lenzuola ricamate. Viene poi addobbata con palloncini alla veneziana. L'altra particolarità è che sui tetti e i balconi delle case del paese vengono innalzate scritte inneggianti a Maria, rosari, palloncini colorati, luci multicolori e altro. L'illuminazione stradale è fornita dal comitato festeggiamenti e parte dal santuario, illuminato a festa nel buio della notte, e giunge fino alla galleria e alla chiesa parrocchiale, anch'essa illuminata nei suoi contorni. La statua della Madonna rimane una settimana in paese, dove si svolgono varie celebrazioni, e torna poi nel suo santuario il sabato successivo a quello della discesa, ripercorrendo la galleria, che viene ricostruita ancora per il ritorno della madonna al santuario...

## La festa annuale
Nell'anno nel quale la Madonna non scende in paese, sono gli abitanti di Luzzogno a salire da lei...prima per nove giorni, ogni sera durante la novena, poi si può dire quasi tutta la popolazione di Luzzogno tranne chi per ragioni di età e problemi vari non riesce, si trova nella chiesetta per la solenne S.Messa in onore alla B.V.Maria, ed al successivo bacio alla statua, che può durare anche un quarto d'ora... nel pomeriggio si svolge la funzione dei vespri, e ci si dà appuntamento alla domenica successiva per la benedizione dei bambini, e la conclusione della festa al pomeriggio con i vespri e le numerose torte e cose varie messe per così dire, all'incanto... sono consuetudini che paiono semplici e scontate, ma a Luzzogno tutto viene intensamente vissuto con profondo amore filiale alla Madonna alla quale tutti sono attaccatissimi ed affezionati sin dalla nascita...

## Galleria d'immagini

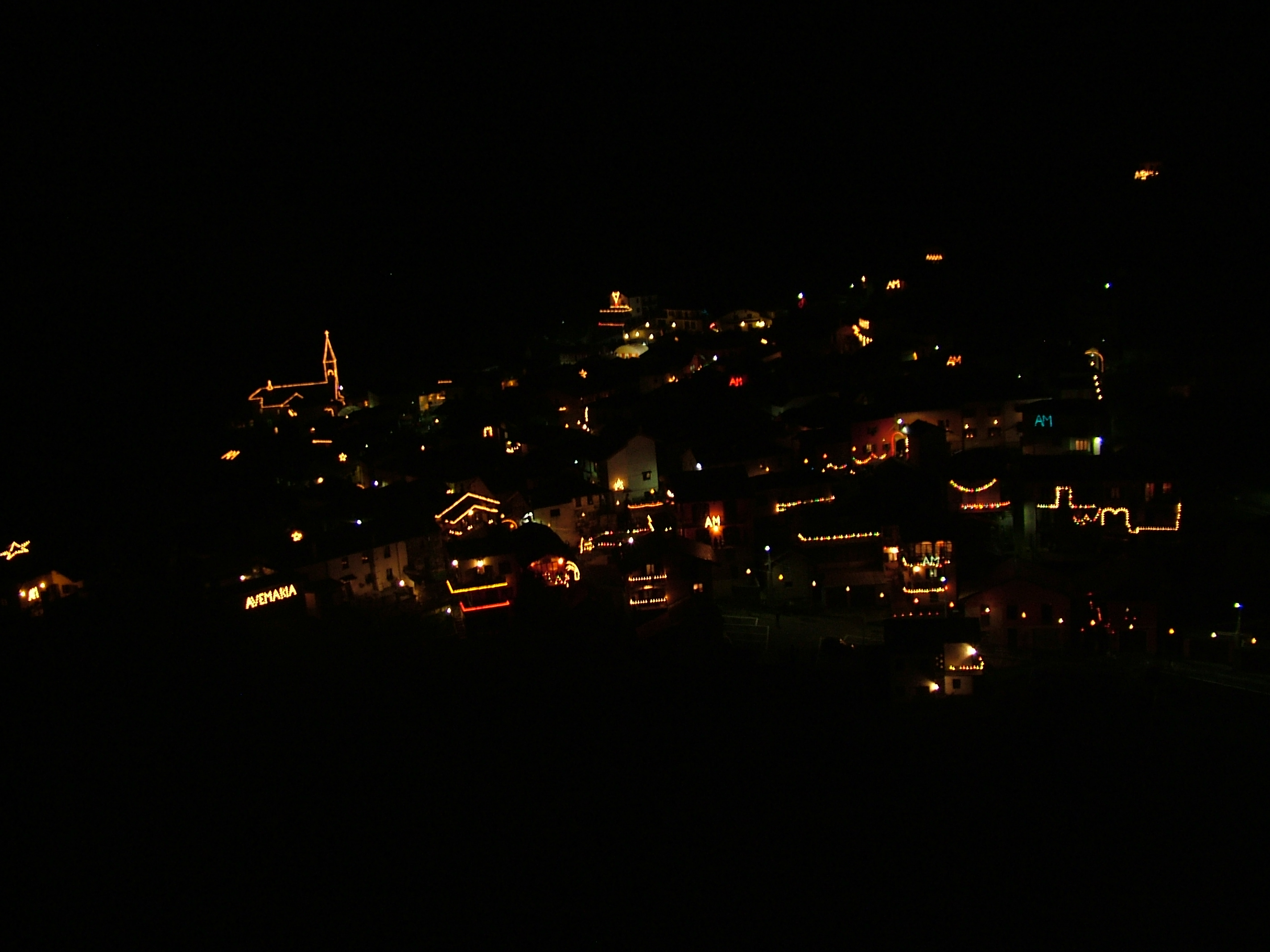
Il paese di Luzzogno illuminato a festa per i festeggiamenti triennali

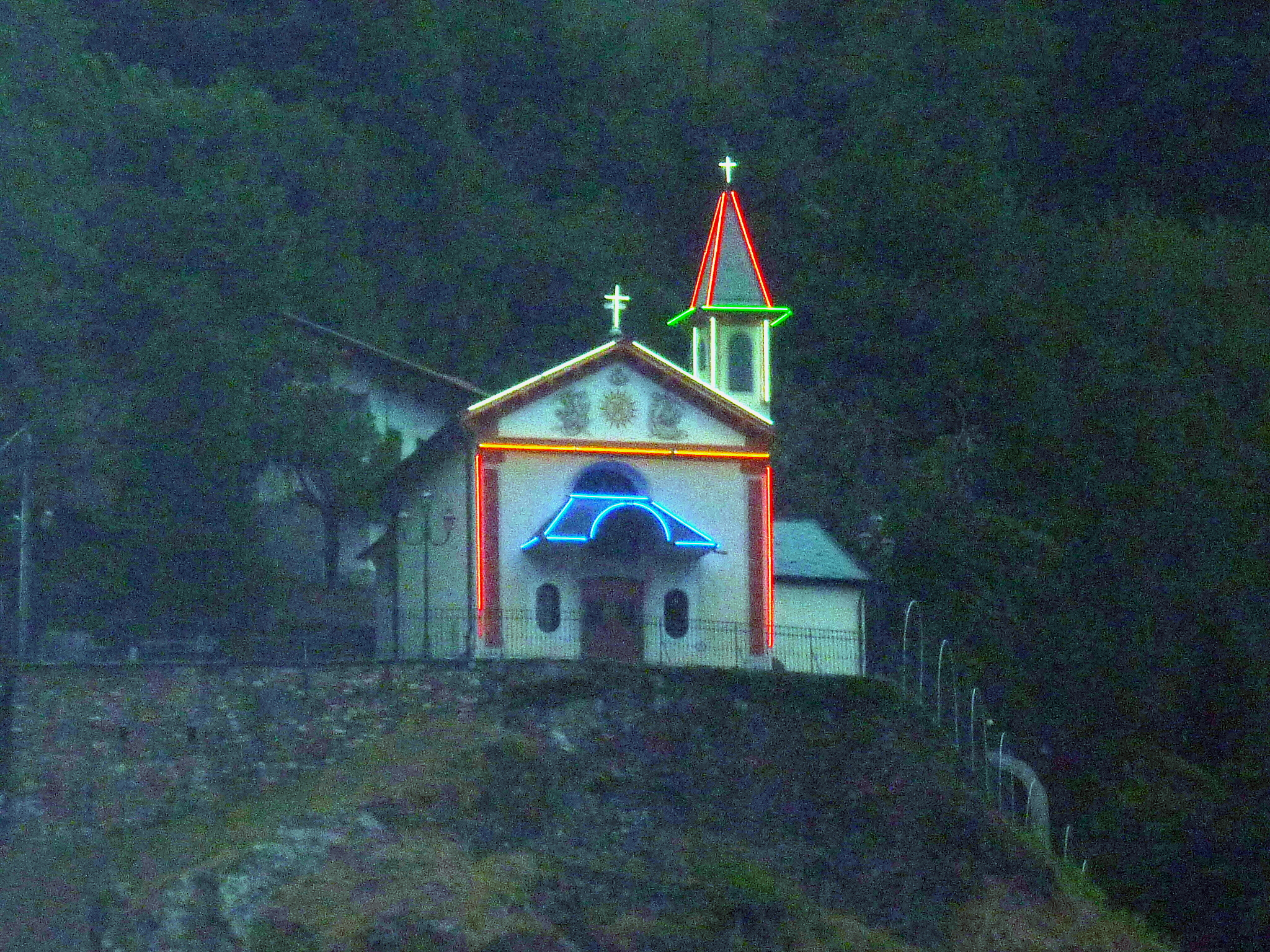
Il santuario della Colletta illuminato a neon ogni tre anni a settembre
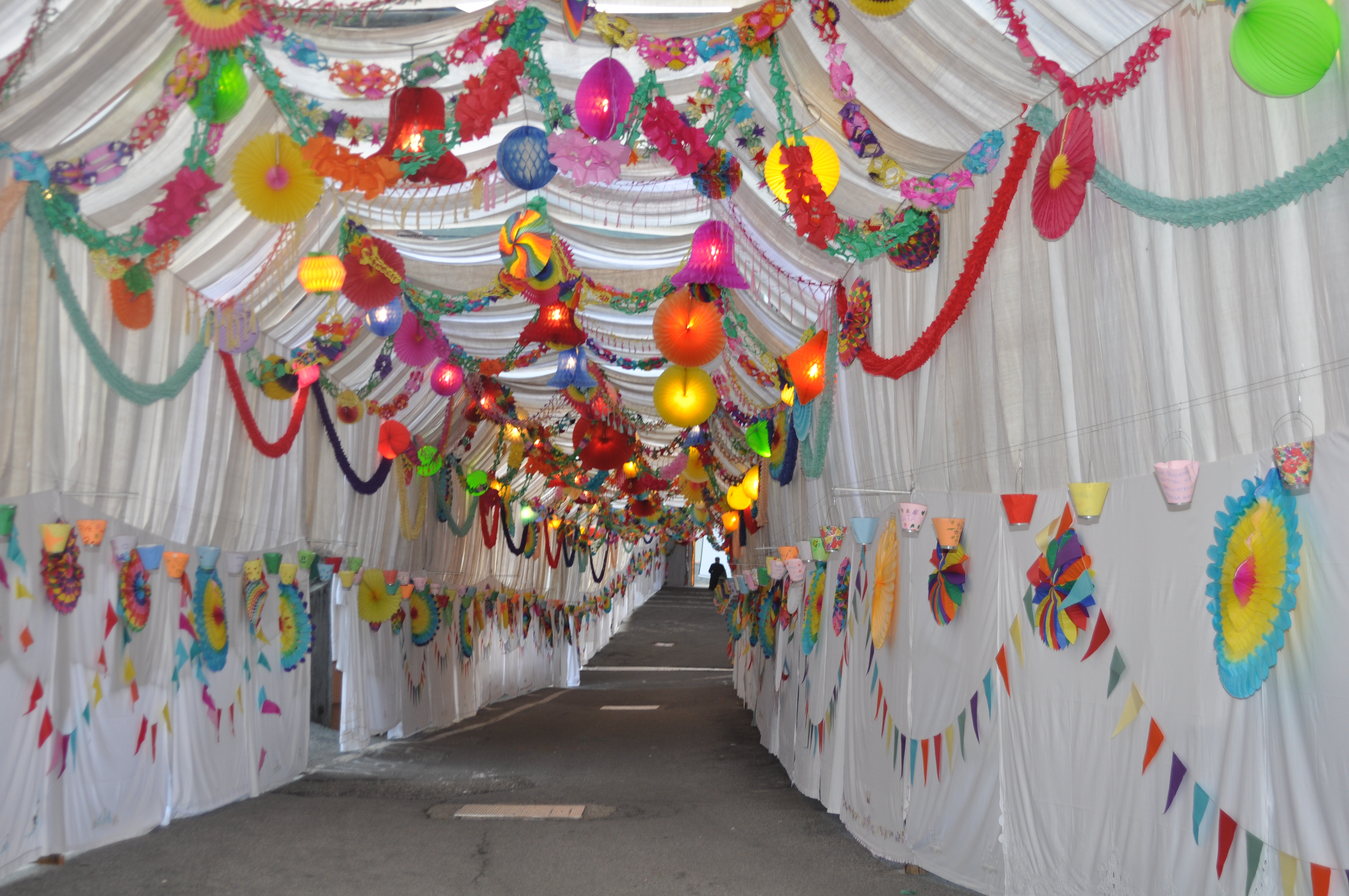
La galleria di teli alla veneziana